# Варнаков Броніслав Олександрович
Броніслав Олександрович Варнаков (рос. Бронислав Александрович Варнаков; нар. 31 грудня 1984, Сизрань, Середньоволзький край, РРФСР) — радянський футболіст, захисник, тренер. Майстер спорту СРСР (1960).

## Життєпис
Навчався в Індустріальному університеті (1953), Політехнічному університеті ім. М. І. Калініна. Закінчив чотири курси ГОЛІФК ім. П. Ф. Лесгафт (з 1955).
З 1949 займався футболом у «Динамо» Куйбишев (перший тренер - Михайло Сенін). Срібний призер чемпіонату Росії у складі юнацької збірної Куйбишева (1951). У 1951—1953 грав за дубль «Крил Рад». Виступав за ленінградські команди «Трудові Резерви» (лютий 1954 — серпень 1958, червень 1959 — грудень 1959), «Світлана» (жовтень 1958 — червень 1959), «Динамо» (січень 1960 — грудень 1964). Старший тренер «Ждановця» (1964), тренер (1965) та гравець (1965) у «Комунарці» (Комунарськ). Гравець «Скорохода» (1967). Старший тренер ленінградських клубів «Новатор» (квітень 1968 — березень 1969), «Нева» (червень — жовтень 1969), ЛМЗ (листопад 1969 — березень 1972).
З квітня 1972 року працював слюсарем.